# بريولانديا
بريولانديا (بالبرتغالية: Brejolândia‏)؛ بلدية في ولاية باهيا في المنطقة الشمالية الشرقية من البرازيل.